# Jah6
Jah6 is een band uit Amsterdam die Nederlandse smartlappen bewerkt tot reggae-, ska- of dubliedjes en in die genres ten gehore brengt. De naam van de band is een toespeling op verschillende zaken waarmee de leden van de groep geassocieerd willen worden: Jah is de naam van het Opperwezen gezien vanuit de religie waar de reggaemuziek vandaan komt. "Jah Rastafari". "Jah6" klinkt als de achternaam van André Hazes (de held van alle bandleden) en tevens als de naam Jezus.

## Ontstaan

### 2009-2010
De groep ontstond bij toeval in 2009 toen zanger Pieter Both (Gotcha!, Beef) en percussionist Rudi de Graaff (o.a. Gotcha!, OlaBola) in een strandtent een feest organiseerden waar vooral liedjes van Bob Marley ten gehore werden gebracht. Tijdens dat feest zong Herman Havertong een spontane reggae-versie van het André Hazes-liedje "Zij gelooft in mij"; tot groot genoegen van Both, de Graaff en Havertong werd de manier van uitvoeren door het aanwezige publiek gewaardeerd.
Nadat de groep ook nummers had bewerkt van onder anderen Willy Alberti, Tante Leen en Corry Konings, speelden ze tijdens het muziekfestival Zwarte Cross; ook hier bleek het publiek de muziek uitermate te waarderen.

### 2011-nu
In april werd bekend dat Jah6 een contract had getekend met platenmaatschappij Top Notch. Dankzij een wedstrijd die Radio 538-dj Edwin Evers en zanger Guus Meeuwis jaarlijks uitschrijven voor nieuwe bands mocht Jah6 in de zomer het voorprogramma verzorgen van Meeuwis' concertreeks "Groots met een zachte G". In oktober kwam hun eerste titelloze cd uit met gastbijdragen van o.a. Corry Konings en Zuco 103-zangeres Lilian Viera. Eerder dat jaar was ook al een ep van de band verschenen, en de single "Zij gelooft in mij".
Begin 2013 vertrok Herman Havertong waarna de band twee nummers opnam met Ben Saunders.

## Discografie

### Albums
| Album met eventuele hitnotering(en) in de Nederlandse Album Top 100 | Datum van verschijnen | Datum van binnenkomst | Hoogste positie | Aantal weken | Opmerkingen |
| ------------------------------------------------------------------- | --------------------- | --------------------- | --------------- | ------------ | ----------- |
| Jah6                                                                | 16-06-2011            | 25-06-2011            | 37              | 5            |             |

### Singles
| Single met eventuele hitnotering(en) in de Nederlandse Top 40 | Datum van verschijnen | Datum van binnenkomst | Hoogste positie | Aantal weken | Opmerkingen                                             |
| ------------------------------------------------------------- | --------------------- | --------------------- | --------------- | ------------ | ------------------------------------------------------- |
| Zij gelooft in mij                                            | 2011                  | 14-05-2011            | tip20           | -            | Nr. 12 in de Single Top 100                             |
| Nergens goed voor                                             | 2012                  | 24-03-2012            | tip20           | -            | met Lange Frans & DJ Maso / Nr. 73 in de Single Top 100 |